# Kathedrale St. Michael und St. Florian

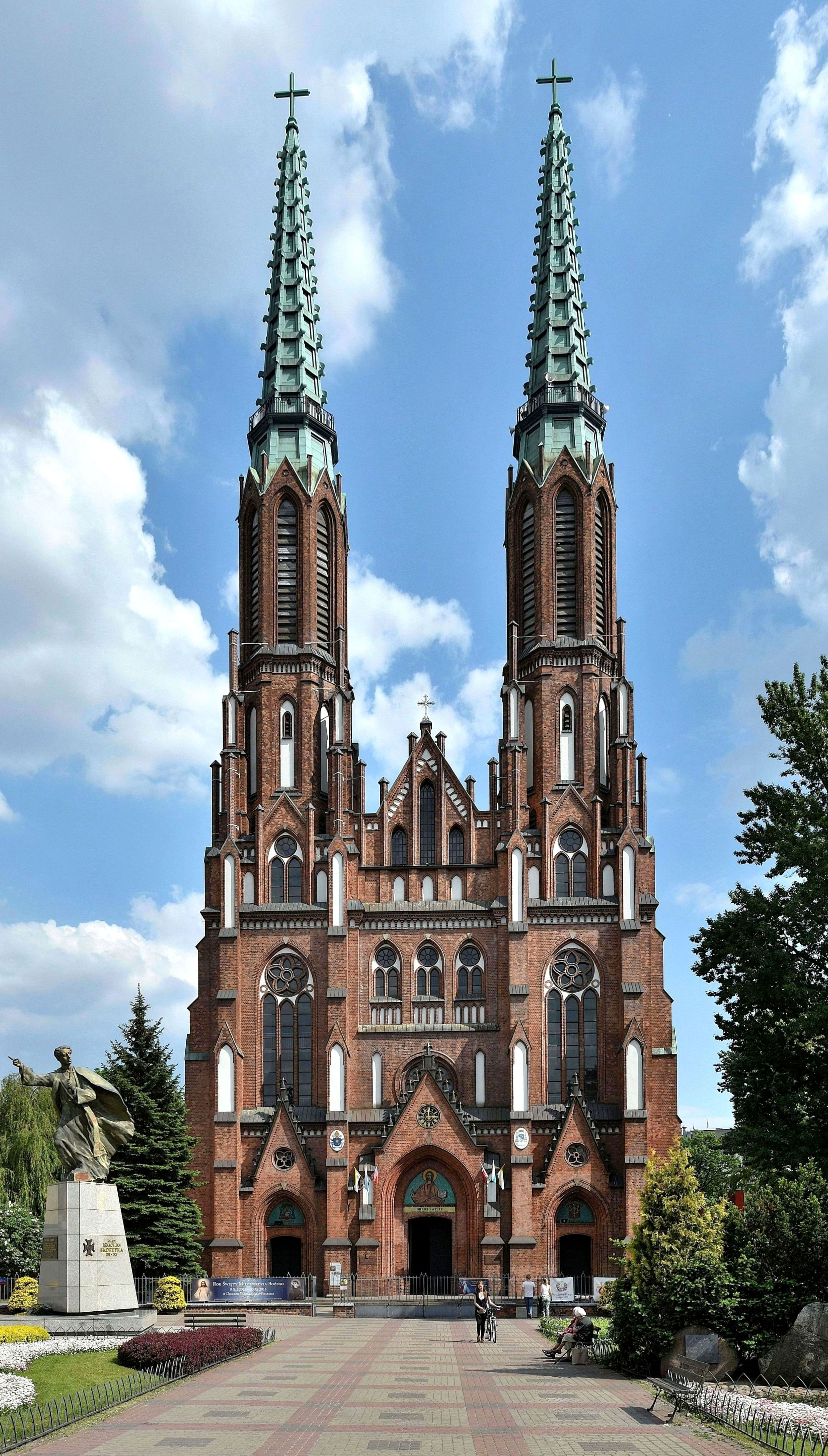
Kathedrale St. Michael und St. Florian

Die Kathedrale des Heiligen Erzengels Michael und des Heiligen Märtyrers Florian (polnisch Bazylika katedralna św. Michała Archanioła i św. Floriana Męczennika) im Warschauer Stadtbezirk Praga-Północ ist die römisch-katholische Kathedrale des Bistums Warschau-Praga an der Aleja „Solidarności“ auf dem östlichen Weichselufer.

## Geschichte

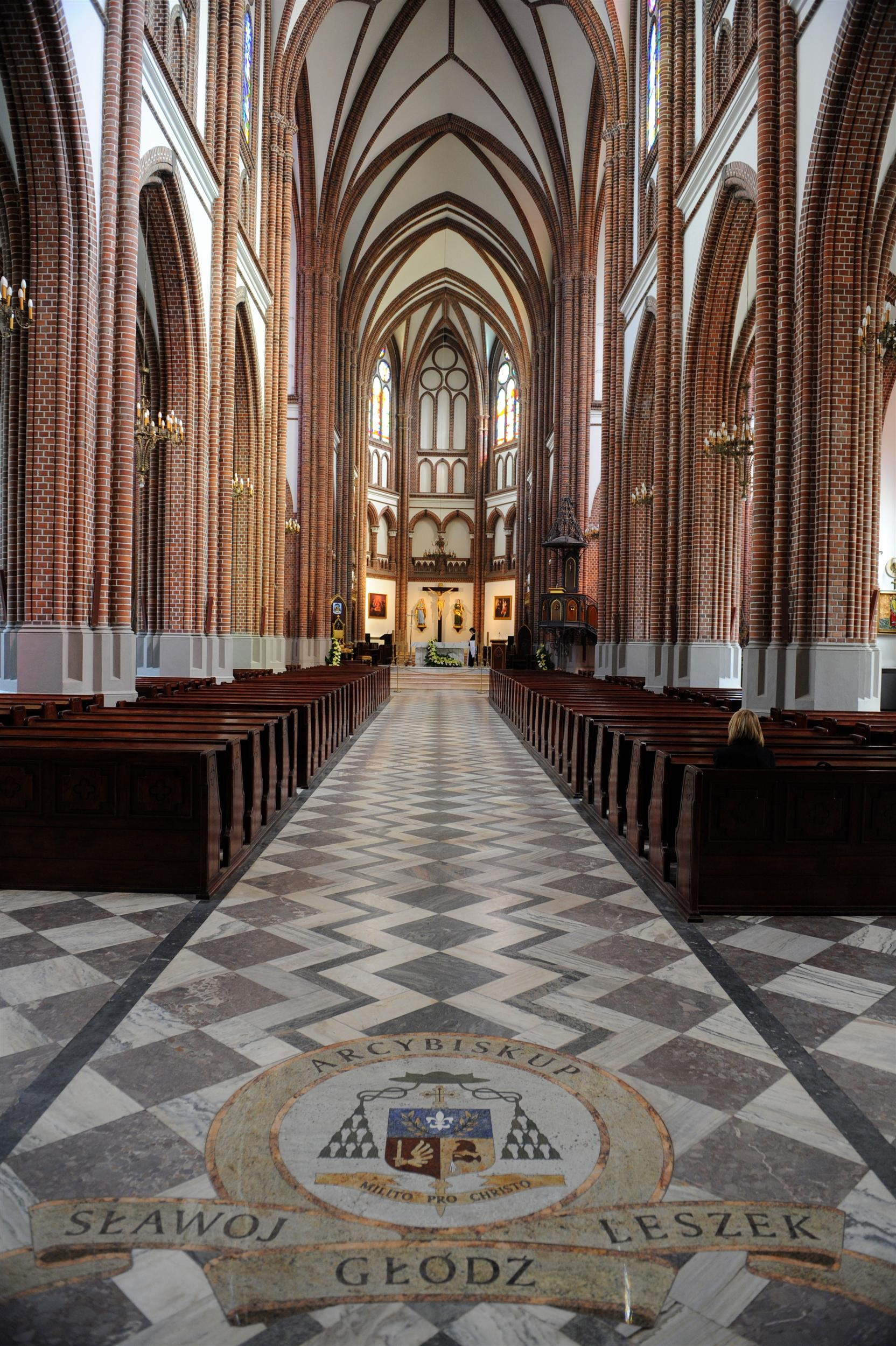
Innenraum

Die Florianskirche wurde 1886 bis 1904 zur Zeit von Kongresspolen im Stil der Neugotik von Józef Pius Dziekoński anstelle einer älteren Kirche aus dem Jahr 1583 erbaut. Aus Protest gegen die empfundene Aufdringlichkeit der vielen neu errichteten orthodoxen Kirchen und als direkte Reaktion auf die nahegelegene, monumentale orthodoxe Maria-Magdalena-Kathedrale wurde die Kirche mit zwei beeindruckenden 75 Meter hohen Türmen errichtet. Die Kirche wurde von der Wehrmacht im Zweiten Weltkrieg gesprengt und zunächst nicht vollständig aufgebaut. Sie wurde erst 1972 wieder eingeweiht. Die Kirche erhielt 1992 mit der Schaffung des Bistums Warschau-Praga den Rang einer Kathedrale und bekam 1997 zusätzlich den Titel einer Basilica minor durch Papst Johannes Paul II. verliehen, der sie 1999 auch besuchte.